# Anhydrit

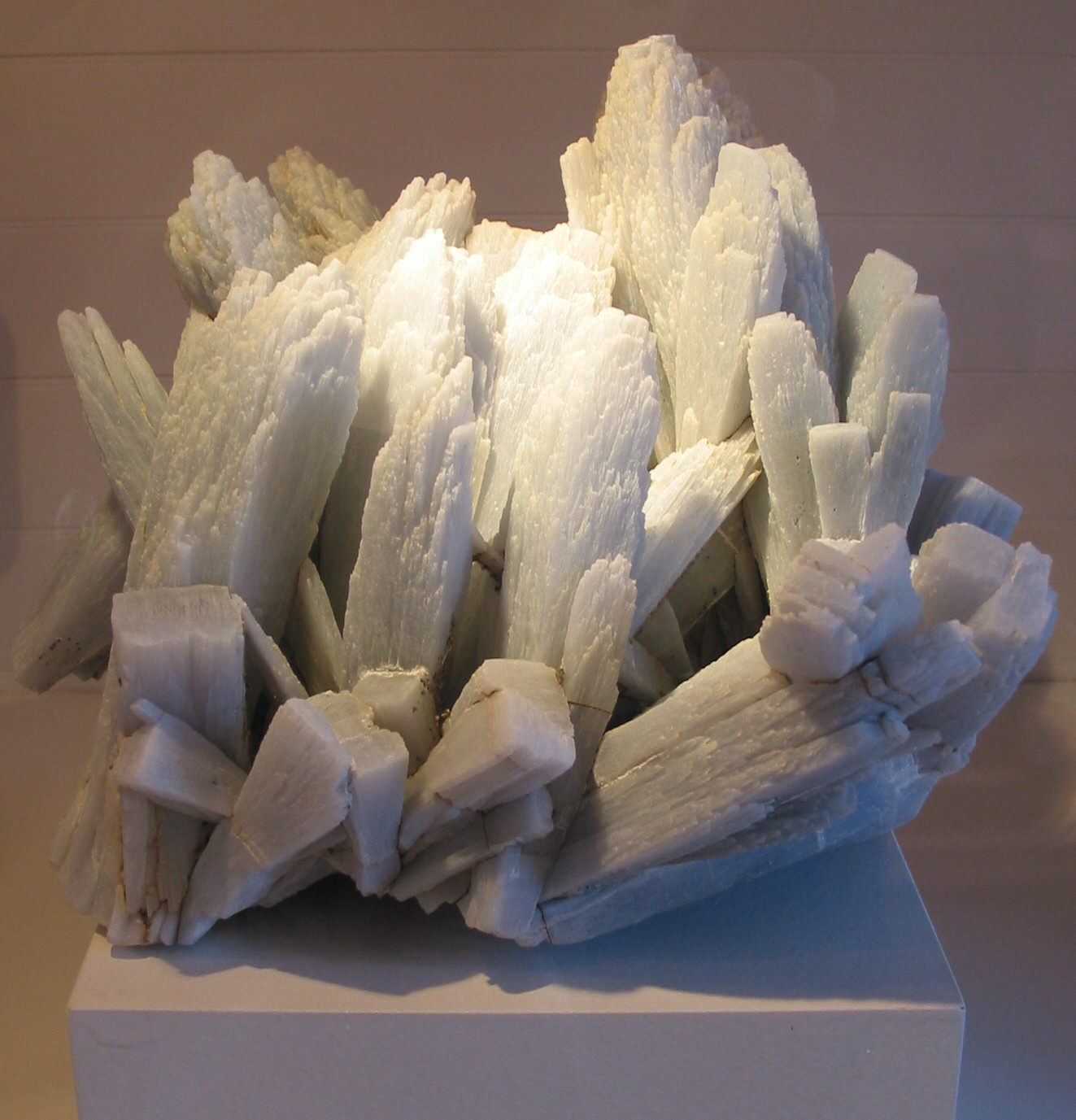
Anhydritkristaller från Chihuahua, Mexiko.

Anhydrit är ett bergartsbildande mineral med den kemiska sammansättningen CaSO4 (kalciumsulfat). Anhydrit hör till det ortorombiska kristallsystemet med perfekt spaltning i tre riktningar längs med de tre symmetriplanen. Som man kan förvänta sig av den kemiska sammansättningen är anhydrit isomorft med ortorombiskt barium- (baryt) och strontiumsulfat (celestin).

## Egenskaper
Hårdheten är 3,5 och den relativa densiteten 2,9. Färgen är vit, ibland grå-, blå- eller purpuraktig. Den bäst utvecklade spaltytan har pärlemorglans, de övriga två glasglans.

### Gipsbildning
I kontakt med vatten absorberas vattnet långsamt och anhydrit omvandlas till gips (CaSO4·2H2O). Det gör att vid jordytan omvandlas anhydrit nästan alltid till gips genom kontakt med grundvatten och förekommer därför främst på större djup.
Från vattenbärande lösningar fälls kalciumsulfat ut som gipskristaller, men om lösningen innehåller ett överskott av natrium- eller kaliumklorid avlagras anhydrit om temperaturen är över 40 °C. Samma metod är ett av de sätt som används för att framställa vattenfritt kalciumsulfat artificiellt. Vid 30 °C löser 100 ml vatten 0,209 g och vid 100 °C 0,1619 g anhydrit.

## Förekomst
Mineralet förekommer vanligtvis som kompakta spaltmassor. Tydligt tillväxta kristaller är förhållandevis ovanliga.  Anhydrit förekommer främst i gipsrika saltavlagringar tillsammans med calcit och halit  samt i malmådror med sulfider såsom blyglans, kopparkis, molybdenglans och pyrit.
I Sverige har anhydrit hittats i Falu gruva, Garpenbergs gruva och Malmberget.

## Historia
Anhydrit upptäcktes 1794 i en saltgruva i Hall i Tyrolen. Namnet introducerades av Abraham Gottlob Werner 1804 som ville understryka frånvaron av vatten till skillnad från gips som innehåller kristallvatten.